# Mathis (Texas)
Mathis es una ciudad ubicada en el condado de San Patricio en el estado estadounidense de Texas. En el Censo de 2010 tenía una población de 4.942 habitantes y una densidad poblacional de 575,95 personas por km².

## Geografía
Mathis se encuentra ubicada en las coordenadas 28°5′27″N 97°49′1″O / 28.09083, -97.81694. Según la Oficina del Censo de los Estados Unidos, Mathis tiene una superficie total de 8.58 km², de la cual 8.58 km² corresponden a tierra firme y (0%) 0 km² es agua.

## Demografía
Según el censo de 2010, había 4.942 personas residiendo en Mathis. La densidad de población era de 575,95 hab./km². De los 4.942 habitantes, Mathis estaba compuesto por el 85.73% blancos, el 1.54% eran afroamericanos, el 0.34% eran amerindios, el 0.1% eran asiáticos, el 0% eran isleños del Pacífico, el 9% eran de otras razas y el 3.28% pertenecían a dos o más razas. Del total de la población el 91.6% eran hispanos o latinos de cualquier raza.